# Anden
Die Anden (spanisch Cordillera de los Andes, Quechua Anti bzw. Antis) in Südamerika sind mit etwa 9000 km Länge bzw. 7320 km maximaler Ausdehnung die längste (über dem Meeresspiegel befindliche) Gebirgskette der Erde und mit 100 Sechstausendern und 780 Fünftausendern mit einer Schartenhöhe über 400 m das höchste Gebirge außerhalb Asiens. Sie bilden den Südteil der Amerikanischen Kordilleren, die in Mittelamerika orographisch unterbrochen sind.
An den Hängen der tropischen Anden liegen die beiden größten Zentren der biologischen Vielfalt der Erde. Die zentralen Anden bergen außerordentlich große Mengen an Erzen der verschiedensten Metalle. Um 3000 bis 2000 v. Chr. lag im tropischen West-Andenraum eines der vier großen Entstehungsgebiete der Landwirtschaft sowie die damit verbundene älteste amerikanische Stadtkultur von Caral in Peru. In der Folge entwickelten sich im Andenraum etliche Anden-Hochkulturen bis hin zum Inka-Reich. Der wichtigste Beitrag der Andenkulturen zur Weltgemeinschaft ist die Kartoffel. In den Anden liegen heute mit La Paz (Boliviens Regierungssitz, 3600 m), Quito (Ecuador, 2850 m), Sucre (Boliviens Hauptstadt, 2808 m) und Bogotá (Kolumbien, 2640 m) die vier höchstgelegenen Hauptstädte der Erde.
Geologisch setzen sich die Anden südlich Feuerlands in einem großen Bogen unter dem Meer fort, um als Antarctandes auf der Antarktischen Halbinsel wieder in Erscheinung zu treten. 

## Etymologie
Im Allgemeinen wird die Bezeichnung Anden auf das spanische Wort andenes (Kurzform andes) zurückgeführt, womit die Feldbauterrassen der Andenhänge von den Konquistadoren bezeichnet wurden. Einige Etymologen führen dies weiter zurück auf Worte aus der indigenen Kichwa-Sprache: Diskutiert wird etwa das Wort andi/anti, das entweder mit ‚hohes Gebirge‘ oder ‚Osten’ übersetzt wird. In diesem Zusammenhang steht auch der Name der Ostkordillere des Inka-Reiches Anti Suyu sowie seine Bewohner, die Antis genannt wurden. Schließlich wurde auch anda ‚Kupfer‘ diskutiert, doch das Metall spielte in vorkulumbianischer Zeit keine wesentliche Rolle.

## Lage und Landschaft
Die Anden erstrecken sich entlang der Westküste Südamerikas von Venezuela über Kolumbien, Ecuador, Peru, Bolivien, Argentinien und Chile. Mit einer Nord-Süd-Ausdehnung von 7400 Kilometern von den Tropen (bei 10° Nord) bis weit in die Außertropen (bei 55° Süd) übertreffen sie die Rocky Mountains Nordamerikas (max. 5100 km) um etwa die Hälfte und haben fast die doppelte Ausdehnung des Himalaya-Karakorum-Hindukusch-Systems in Asien mit seinen rund 3800 Kilometern. Im Süden und in Ecuador sind sie bis 200 km breit. Zwischen Arica (Chile) und Santa Cruz de la Sierra (Bolivien) beträgt die Ost-West-Ausdehnung über 600 Kilometer.
Durch ihre Höhe, ihre Länge und ihre Erstreckung in Nord-Süd-Richtung bieten die Anden ein gutes Beispiel für mehrere Arten des geographischen Formenwandels.

## Allgemeine Gliederung

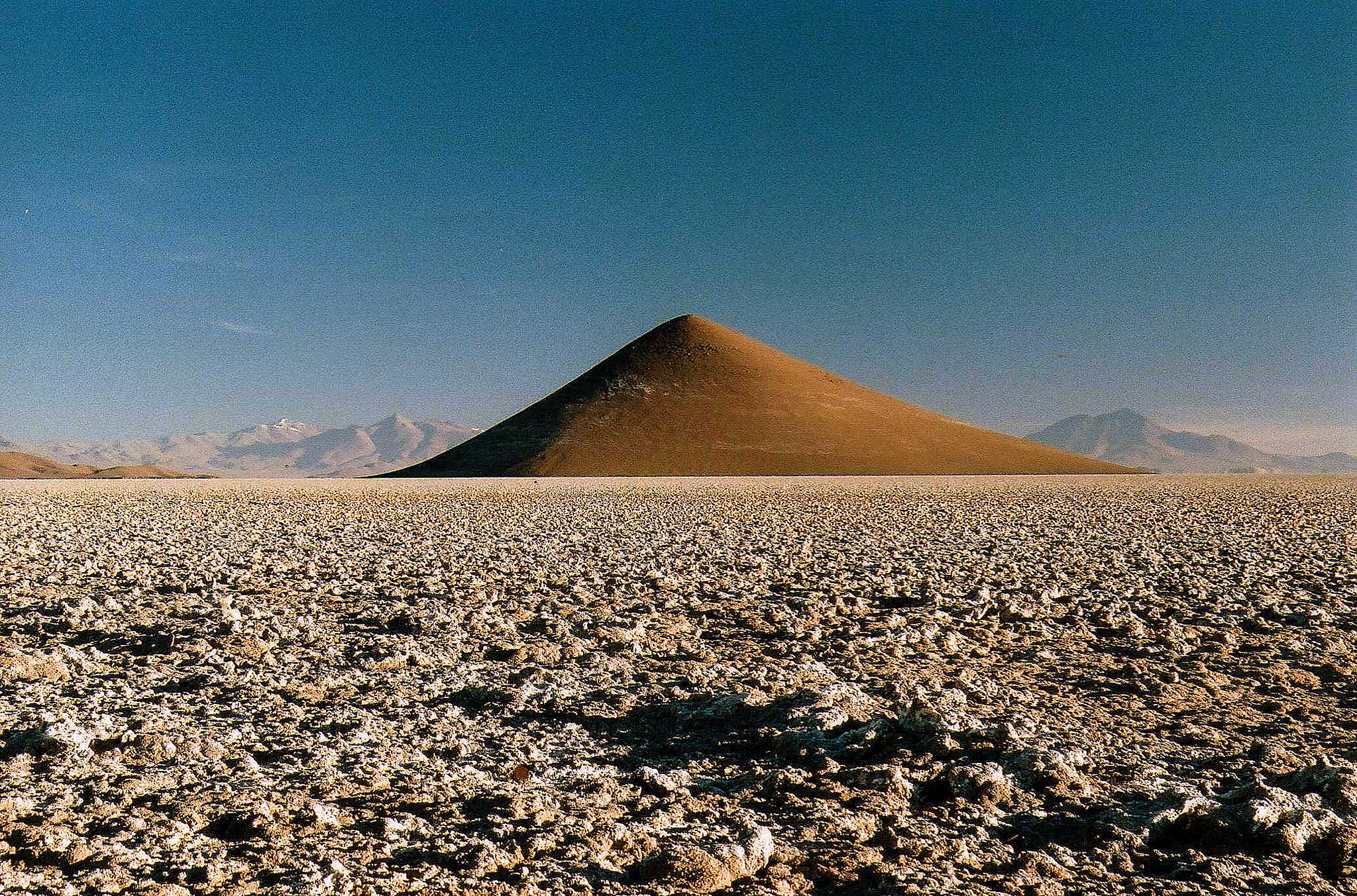
Cono de Arita, Salta (Argentinien), eine Sandstein-Formation.

Die Anden bestehen aus einer bis drei parallel verlaufenden Hauptketten. Im mittleren Abschnitt in Peru, Bolivien, Nordchile und Nordargentinien liegen diese Ketten sehr weit auseinander und umschließen das zentrale Hochland (Altiplano), worin der Titicaca-See eingebettet ist.
Im Vergleich zu den nordamerikanischen Kordilleren wirken die Anden auf physischen Karten einheitlich geschlossen. Tatsächlich herrscht jedoch eine große orographische, topographische und geomorphologische Formenvielfalt, die eine Unterteilung schwierig macht, sodass es etliche voneinander mehr oder weniger abweichende Entwürfe gibt. Zudem werden manche Benennungen (etwa Cordillera central oder Cordillera real) von Land zu Land ganz unterschiedlich verwendet und entsprechen nicht immer den Festlegungen der Geologen.
Eine weithin anerkannte Grobgliederung wurde 1978 von Tanner entworfen und von Borsdorf und Stadel 2013 nochmals angepasst. Die nebenstehende Karte und die folgende Gliederung beruht auf diesem Modell.

### Nordanden
Obgleich die lithosphärische Cocosplatte den pazifischen Untergrund vor Mittelamerika bildet, verursachte ihre Ostwärtsbewegung auch die – deutlich jüngere – Auffaltung der Nordanden (siehe auch Physische Geographie Südamerikas#Die Nordanden), die heute zum größten Teil in Kolumbien und zu einem kleineren Teil in Venezuela liegen. Sie bestehen im Wesentlichen aus drei Ketten, die von zwei tiefen Grabenbrüchen voneinander getrennt sind.
 Ausläufer und Küstengebirge
- Karibisches Küstengebirge (Venezuela)
- Cordillera del Chocó (Kolumbien und Panama)

 Westkordillere (ozeanische Kruste, Vulkanismus)
- Cordillera Occidental (Kolumbien)

 Zentralkordillere (Kristallinkomplex)
- Sierra Nevada de Santa Marta (Kolumbien)
- Serranía de San Lucas (Kolumbien)
- Cordillera Central (Kolumbien)

 Ostkordillere (Sedimentgesteine)
- Sierra de Perijá (Kolumbien, Venezuela)
- Cordillera de Mérida (Venezuela)
- Cordillera Oriental (Kolumbien)

### Zentralanden
Die Zentralanden (siehe auch Physische Geographie Südamerikas#Die Zentral-Anden) – mehr als zwei Drittel des gesamten Gebirgssystems und der zweitgrößte Gebirgsblock der Erde oberhalb der 2500-m-Höhenlinie – wurden direkt durch die Unterschiebung der Nazca-Platte angehoben, die im Westen Südamerikas bis zu 5000 km westwärts den Meeresboden des Pazifiks bildet. Sie reichen vom Gebirgsknoten Nudo de los Pastos an der nordecuadorianischen Grenze bis zum Golf von Ancud im Süden Chiles. Die Zentralanden – die prinzipiell außerordentlich erzreich sind (siehe Abschnitt Wirtschaft) – werden nach ihrer geomorphologischen und geologischen Struktur nochmals in drei Bereiche untergliedert:
Die nördlichen Zentralanden – die außer in Ecuador von drei Hauptketten gebildet werden – umfassen die gesamten Anden Ecuadors und fast ganz Perus bis zum Gebirgsknoten Nudo de Vilcanota am Nordrand des Altiplanos. Die Westkordillere fällt zum Pazifik hin sehr steil ab. Zwischen ihr und der Zentral- oder Ostkordillere befinden sich entweder quer verlaufende Gebirgsriegel (Cuestas) oder Becken (Cuencas).
Die mittleren Zentralanden werden in Süd-Peru von zwei und im Raum Bolivien, Nord-Chile und Nord-Argentinien von drei Ketten gebildet. Zwischen der West- und Ostkordillere liegt die Hochebene des Altiplanos. Der Übergang zu den südlichen Zentralanden wird in der Literatur sehr unterschiedlich festgelegt. Nach Borsdorf und Stadel markiert der chilenische Vulkan Llullaillaco das Südende des Altiplanos und damit auch der mittleren Zentralanden. Nach der Einteilung der Geographie Argentiniens befindet sich das Südende der Puna/Altiplano-Region etwa auf der Höhe des Vulkans Incahuasi.
Die südlichen Zentralanden – die sich über die gesamte Grenze Chiles und Argentiniens bis zum Beginn Patagoniens erstreckt – wird im Norden noch von drei Ketten und einem breiten Saum von Vorgebirgen gebildet, die oft nicht zu den eigentlichen Anden gerechnet werden, obwohl sie regional Hochgebirgscharakter haben. Etwa ab Santiago de Chile (nach Alonso et al. (2006) Grenzraum zwischen mittleren und südlichen Zentralanden) zerfallen die Küstenkette und die östlichen Sierren weiter südwärts in mehrere einzelne Gebirge mit Mittelgebirgscharakter. Auch die „Westkordillere“, die hier als einzige Andenkette übrig geblieben ist, verliert vom über 6000 m hohen Aconcagua südwärts rapide an Höhe, um auf eine Strecke von rund 600 km bis zur Bucht von Ancud nur noch mit wenigen Gipfeln mehr als 3000 m zu erreichen.
 Küsten-Vorgebirge (Mittelgebirge)
- Montes de Convento (Ecuador)
- Cordillera Costanera (Ecuador)
- Cordillera de la Costa (Chile)

 Westkordillere (Norden: erloschene und aktive Vulkane; Mitte: junge Vulkane; Süden: Vulkanismus, Andesit, Grabenbruch)
- Cordillera Occidental (Ecuador)
- Cordillera Occidental (Peru)
- Cordillera Occidental (Bolivien und Chile)
- Cordillera Frontal (Argentinien und Chile)
- Cordillera Principal (Argentinien und Chile)

 Zentralkordillere (Batholith)
- Cordillera Real (Ecuador)
- Cordillera Central (Peru)

 Altiplano-Hochbecken (Sedimentablagerungen)
- Altiplano (Peru, Bolivien)
- Puna (Argentinien)

 Ostkordillere (Norden: Kristallin; ab Mitte: Paläozoisch bis tertiär mit Vulkanismus)
- Cordillera de Cutucú (Ecuador)
- Cordillera Oriental (Peru)
- Cordillera Oriental (Bolivien)
- Cordillera Oriental (Argentinien)
- Precordillera

 Östliche Vorgebirge (Paläozoisch)
- Voranden (Bolivien)
- Sierras Subandinas (Argentinien)
- Sierras Pampeanas (Argentinien)

### Südanden
Die Südanden – ebenfalls Patagonische Kordillere oder Patagonische Anden genannt – (siehe auch Physische Geographie Südamerikas#Die Südanden) wurden durch die Antarktische Platte angehoben, die jedoch eine wesentlich geringere Tektonik aufweist. Sie bestehen aus einer Kette, der im Osten weitgestreckte, am Rand stark zerklüftete Hochebenen und im Westen mehrfach unterbrochene Küsten- beziehungsweise Insel-Kordilleren vorgelagert sind. Die eigentliche Andenkette zieht sich (mit einer Ausnahme im Bereich der Magellanstraße) auf beiden Seiten entlang der argentinisch-chilenischen Grenze ist in der Südhälfte mit zwei sehr großen Eisfeldern (Campo de Hielo Sur ca. 13.000 km² und der Campo de Hielo Norte ca. 3700 km²) außerordentlich stark vergletschert und erreicht mit dem Monte San Valentín im Norden des Campo de Hielo Norte eine maximale Höhe von 4058 m. Im Umfeld der Gletscher finden sich etliche Zungenbeckenseen sowie eine enorm stark gegliederte Schären- und Fjordküste. Die Patagonischen Anden sind vielfach sehr steil mit großen Höhenunterschieden. Dies hat „schnell fließendes“ Eis zur Folge, das wiederum zu bizarren Gletschertürmen, aber auch – in Verbindung mit wechselnden Witterungsverhältnissen und der Erosion – zu pittoresken Gipfelformen (etwa den berühmten Torres del Paine) – geführt hat.
 Küsten-Vorgebirge (Paläozoisch)
- Cordillera Patagónica insular

 (West-)Andenkordillere (Mesozoisch, Batholithe, Lakkolithe, im Norden Vulkanismus)
- Patagonische Anden (Chile, Argentinien)
- Cordillera Darwin (Feuerland, Chile)

 Östliche Vorgebirge (Paläozoisch)
- Patagoniden (Argentinien)

| vergrößern und Informationen zum Bild anzeigenSüdteil der Anden, Computergraphik (NASA World Wind) |

## Entstehung der Anden

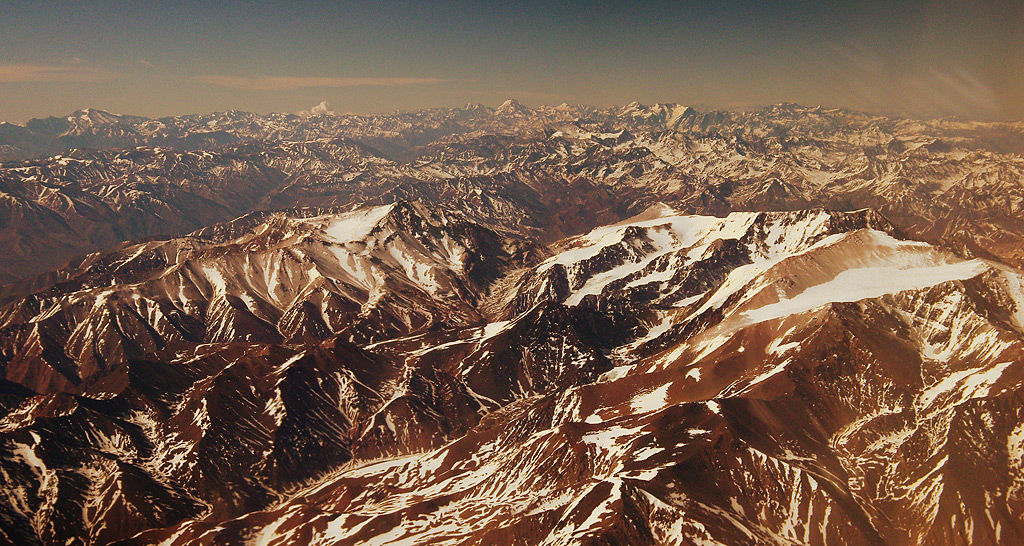
Blick auf die Anden beim Landeanflug auf Santiago, Chile.

Die Anden gelten als Paradebeispiel für ein Gebirge über einer Ozean-Kontinent-Subduktionszone. Im Fall der Anden taucht ozeanische Lithosphäre der Nazca-Platte und in geringerem Umfang auch der Antarktischen Platte unter kontinentale Lithosphäre der Südamerikanischen Platte ab. Dort, wo die Nazca-Platte ihren Weg unter den Kontinentalblock antritt, befindet sich eine Tiefseerinne, die in den Perugraben (−6262 m) im Norden und den Atacamagraben (−8066 m) im Süden geteilt ist.

### Subduktion der Nazca-Platte unter die Südamerikanische Platte
Die Subduktion der Nazca-Platte unter die Südamerikanische Platte begann spätestens vor etwa 140 bis 150 Millionen Jahren (Oberjura oder Unterkreide), jedoch anfangs noch ohne bedeutende Deformationsprozesse am Westrand der Südamerikanischen Platte (sogenannte Oberplattendeformation) hervorzurufen. Der Beginn der eigentlichen Orogenese (Gebirgsbildung) wird erst für das Eozän (45 mya) angesetzt. Der genaue Grund für diese Verzögerung ist unbekannt, jedoch wird unter anderem angenommen, dass die Abbremsung der Afrikanischen Platte im Zuge der Kollision Afrikas mit Eurasien ab dem Paläogen eine Beschleunigung der Südamerikanischen Platte nach Westen bewirkt haben muss, da sich die Öffnungsrate des Südatlantiks seit der Kollision Afrikas nicht nennenswert verändert hat. Diese Beschleunigung führte zu Nazca-Südamerika-Konvergenzraten von bis zu 15 cm pro Jahr, wodurch der Druck, den die beiden Platten aufeinander ausüben, stark zunahm. Dies wird verantwortlich gemacht für die horizontale Verkürzung und extreme Verdickung (auf bis zu 80 km) der kontinentalen Kruste des Westrandes der Südamerikanischen Platte, einhergehend mit vertikaler Hebung. Im späten Miozän (10-6 mya) erfuhren vor allem die Zentralanden zwischen 10 und 30° südlicher Breite Hebungsraten von etwas über einem Millimeter pro Jahr. Dieser Teil des Gebirges ist daher mit knapp unter 7000 m sowohl der höchste als auch mit bis zu 800 km der breiteste.

### Vulkanismus

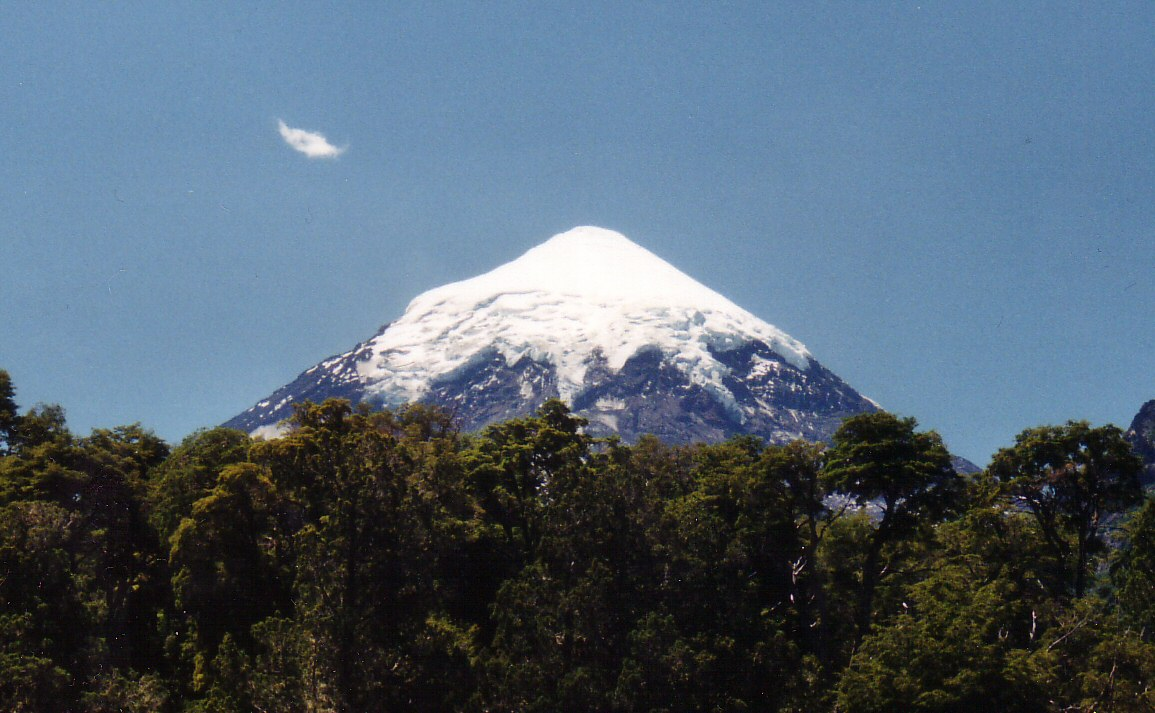
Vulkan Lanín in Argentinien

Die Anden sind als Teil des Pazifischen Feuerrings ein Raum stärkster seismischer und vulkanischer Aktivität. Die höchsten Vulkane der Erde befinden sich hier: Der 6795 m hohe Monte Pissis (Argentinien) und der 6864 m hohe Ojos del Salado (Argentinien-Chile). Postvulkanische Erscheinungen, wie Solfataren, Geysire und Fumarolen sind weit verbreitet.

## Berge
Der höchste Berg der Anden ist der 6961 m hohe Aconcagua in Argentinien an der Grenze zu Chile. Damit sind die Anden nach Himalaya, Karakorum, Hindukusch, Pamir, Tian Shan und Tibet das siebthöchste Gebirge der Erde, zugleich das höchste außerhalb Asiens. Zwischen 100 und 117 Berge (je nach Textquelle und Schartenhöhenvergleich) erreichen Höhen über 6000 m. Der argentinisch-brasilianische Bergsteiger Maximo Kausch hält bisher den Weltrekord der meisten bestiegenen Sechstausender dieser Gebirgskette.
Bekannte Gipfel der Anden

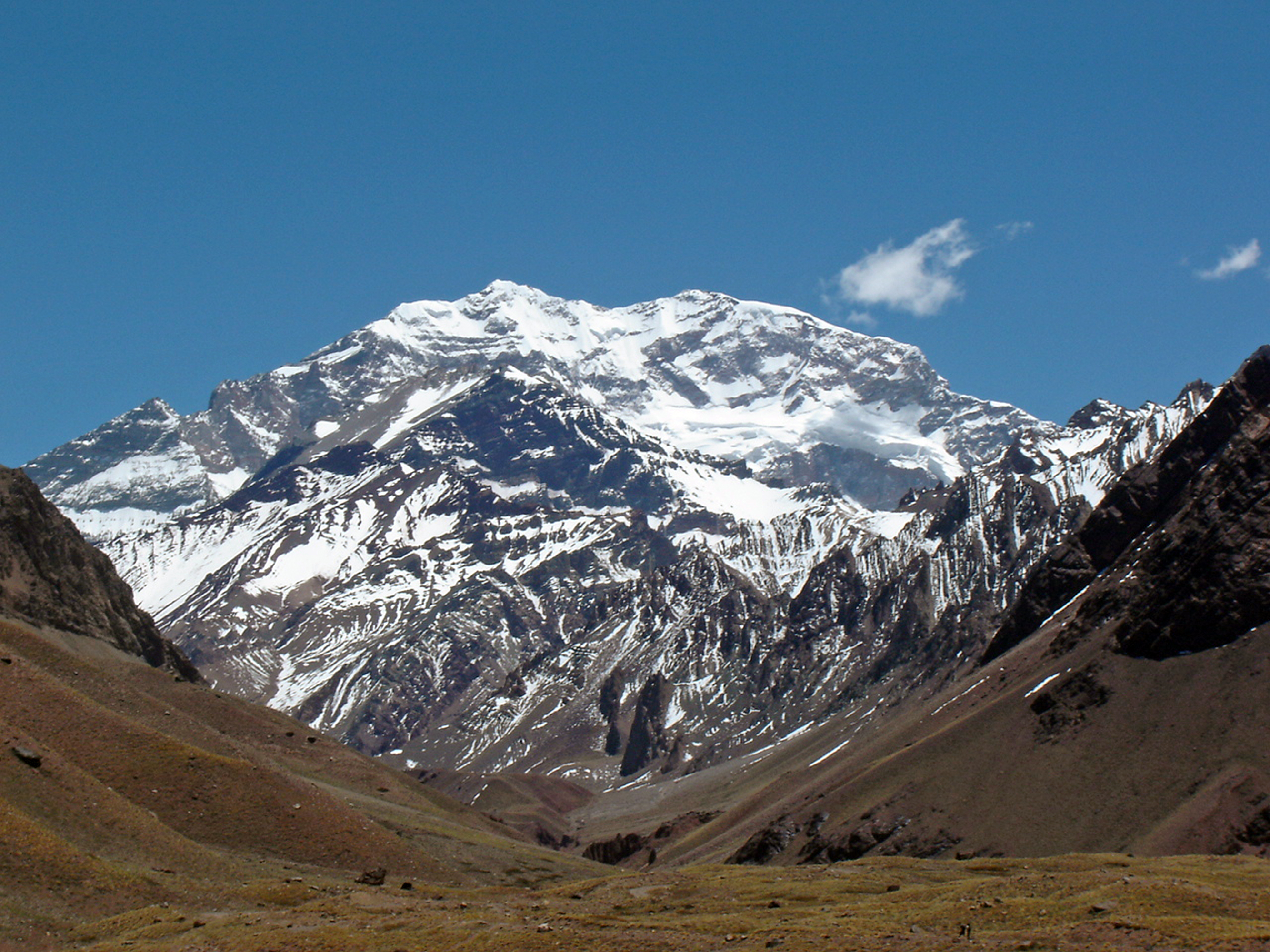
Aconcagua 6961 m Argentinien
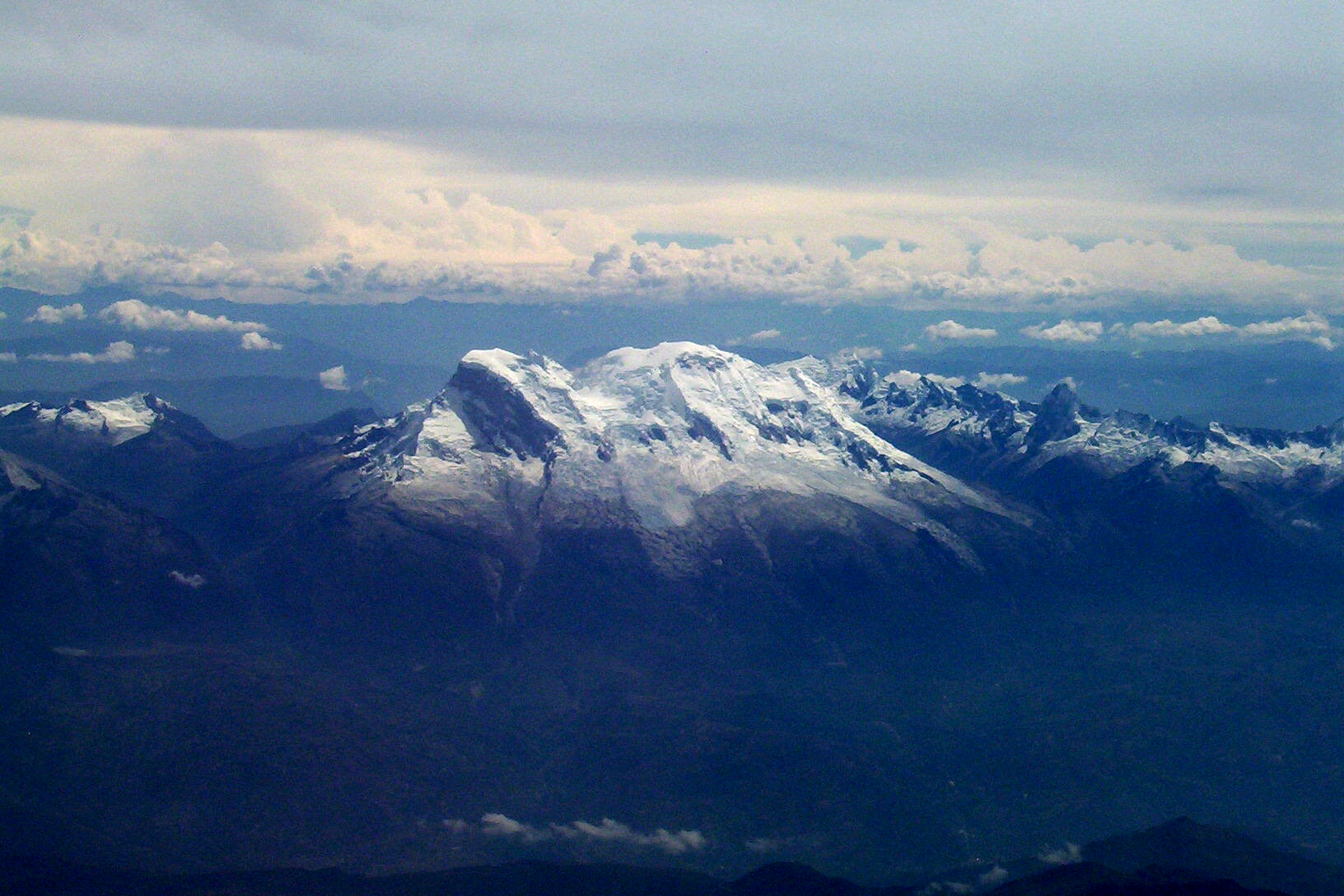
Nevado Huascarán 6768 m Peru
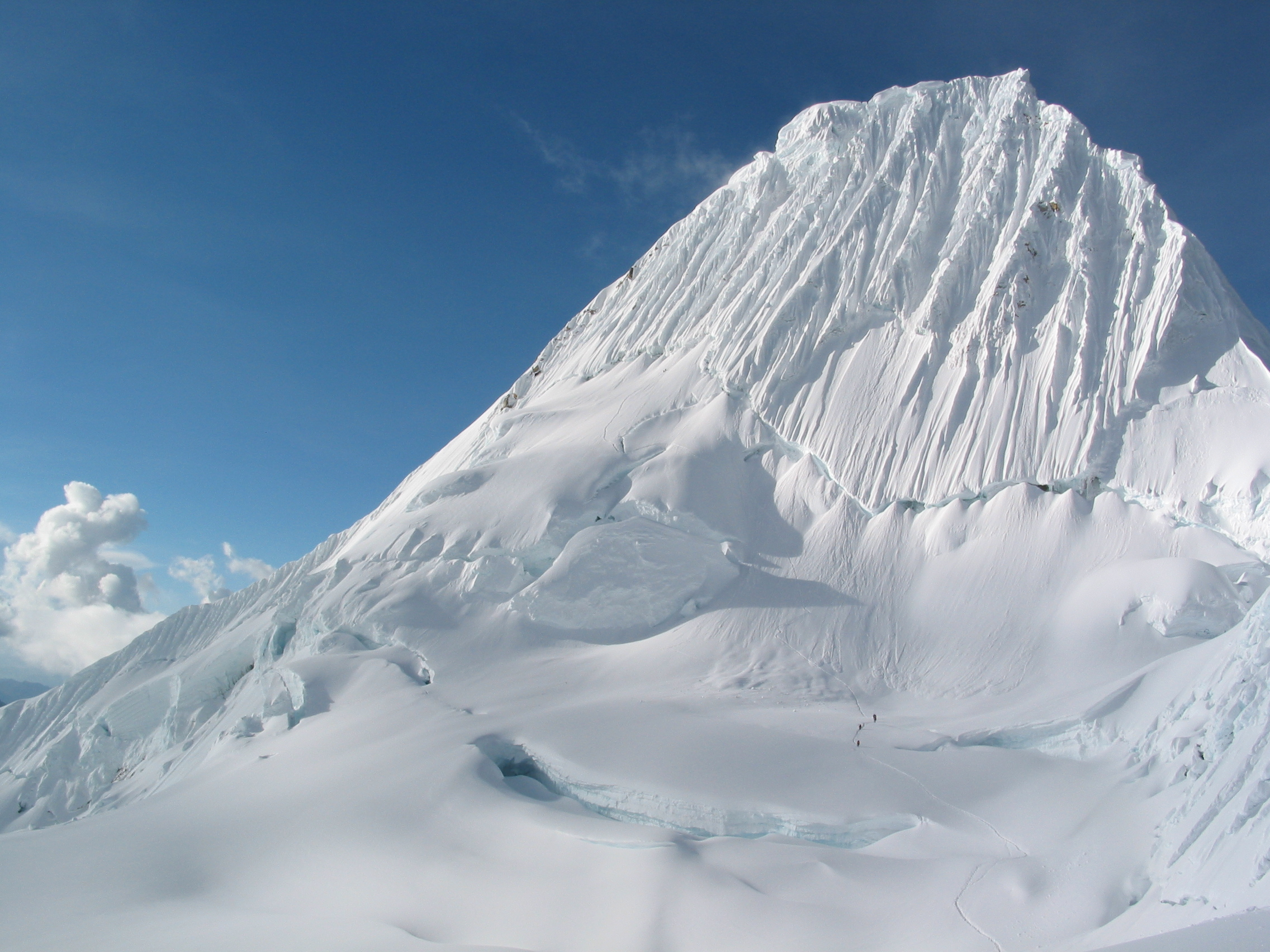
Alpamayo 5947 m Peru
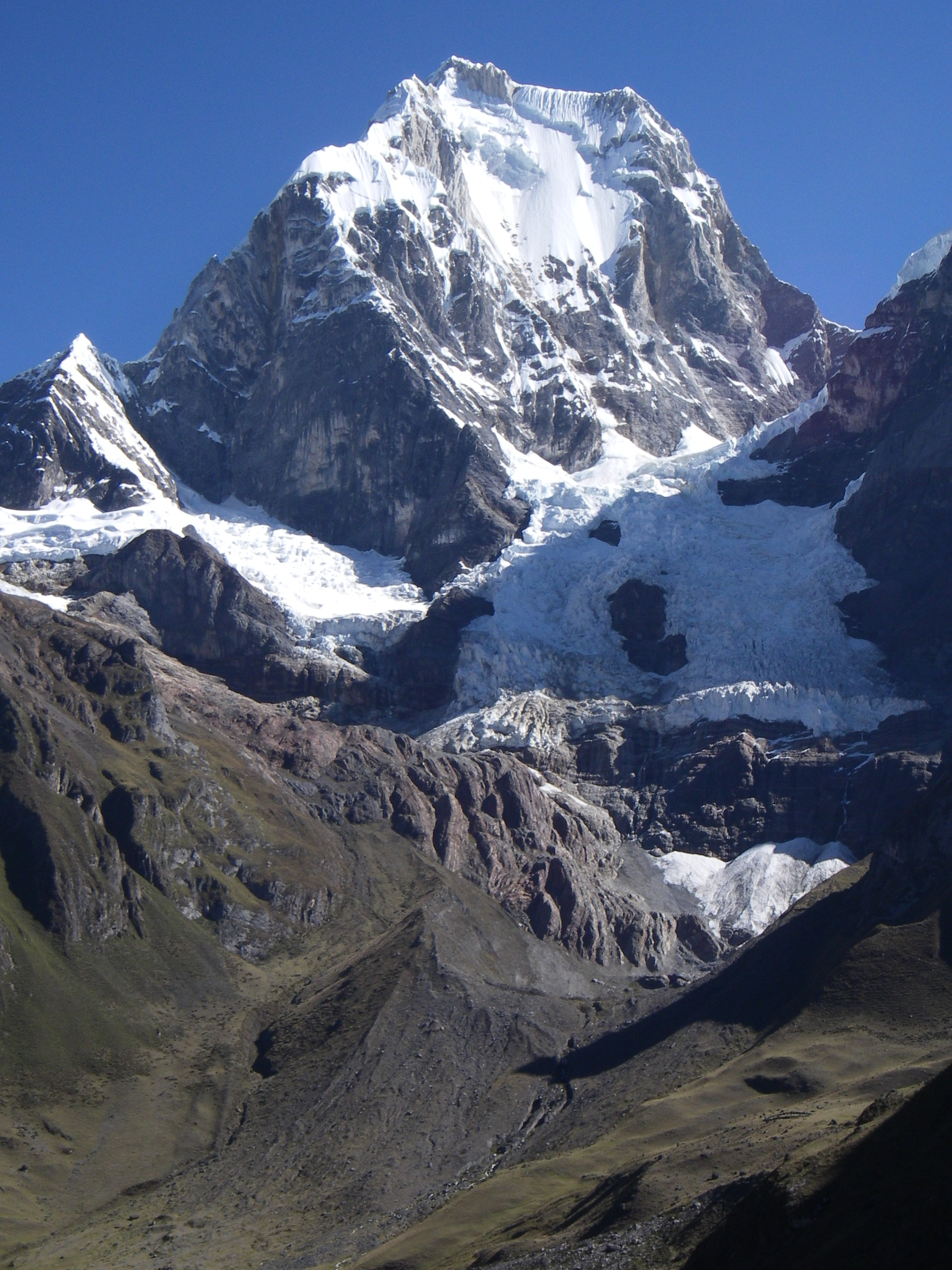
Nevado Yerupajá 6634 m Peru
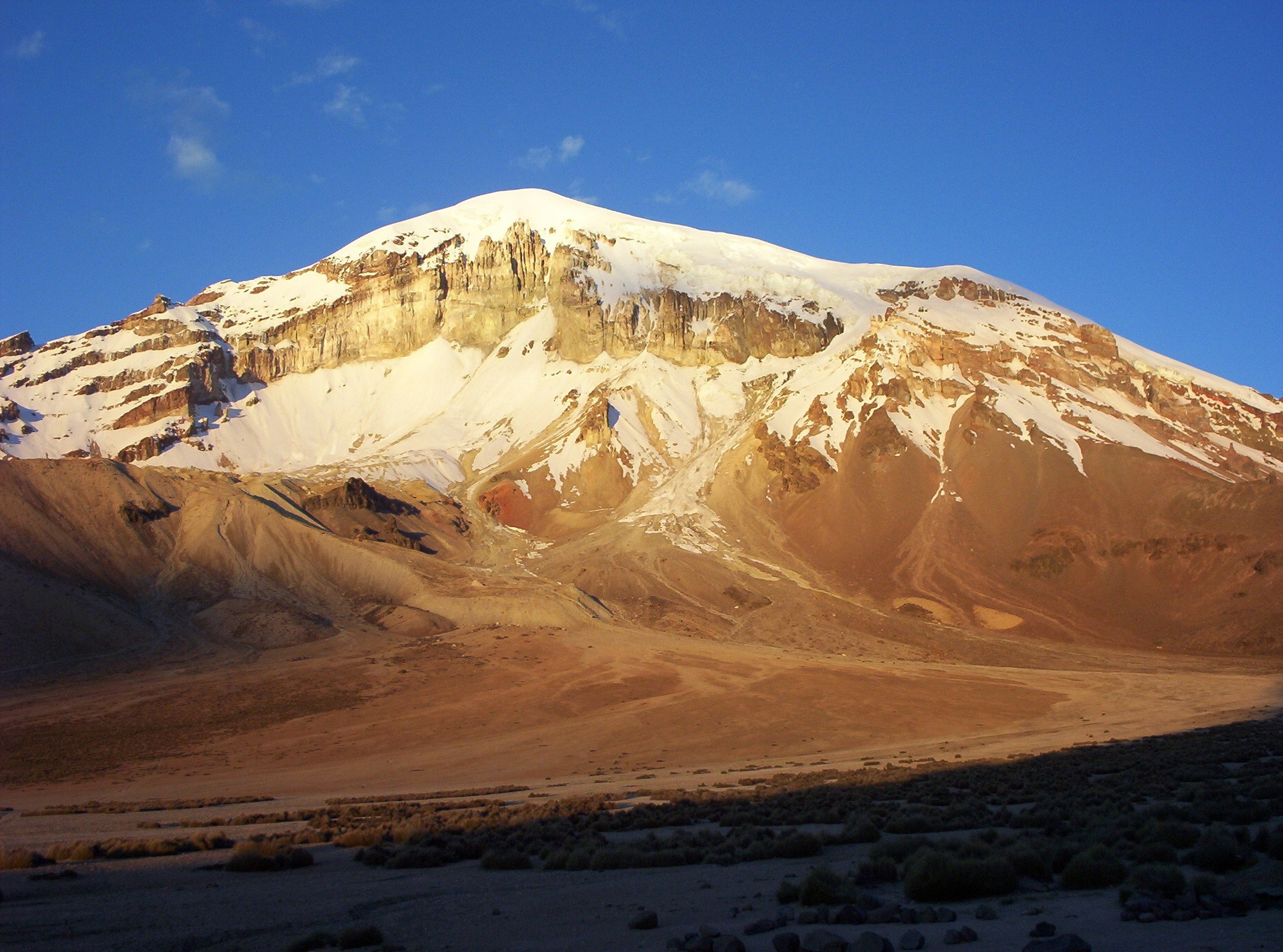
Sajama 6542 m Bolivien
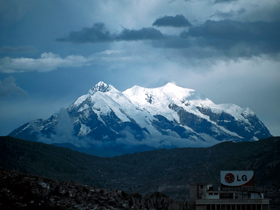
Nevado Illimani 6483 m Bolivien
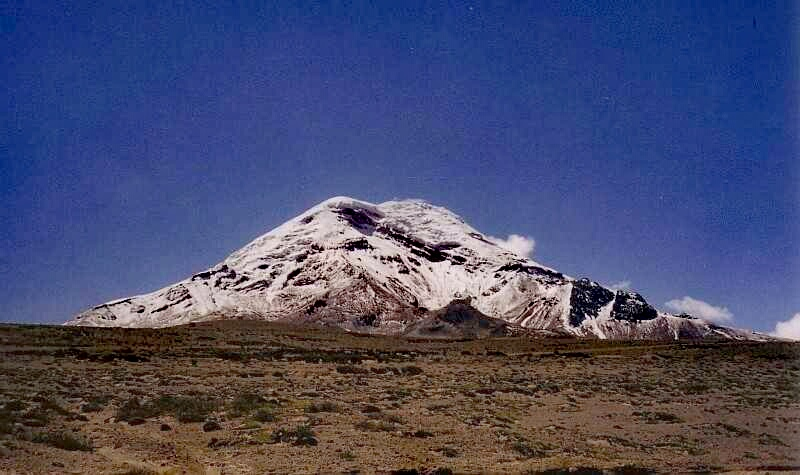
Chimborazo 6310 m Ecuador
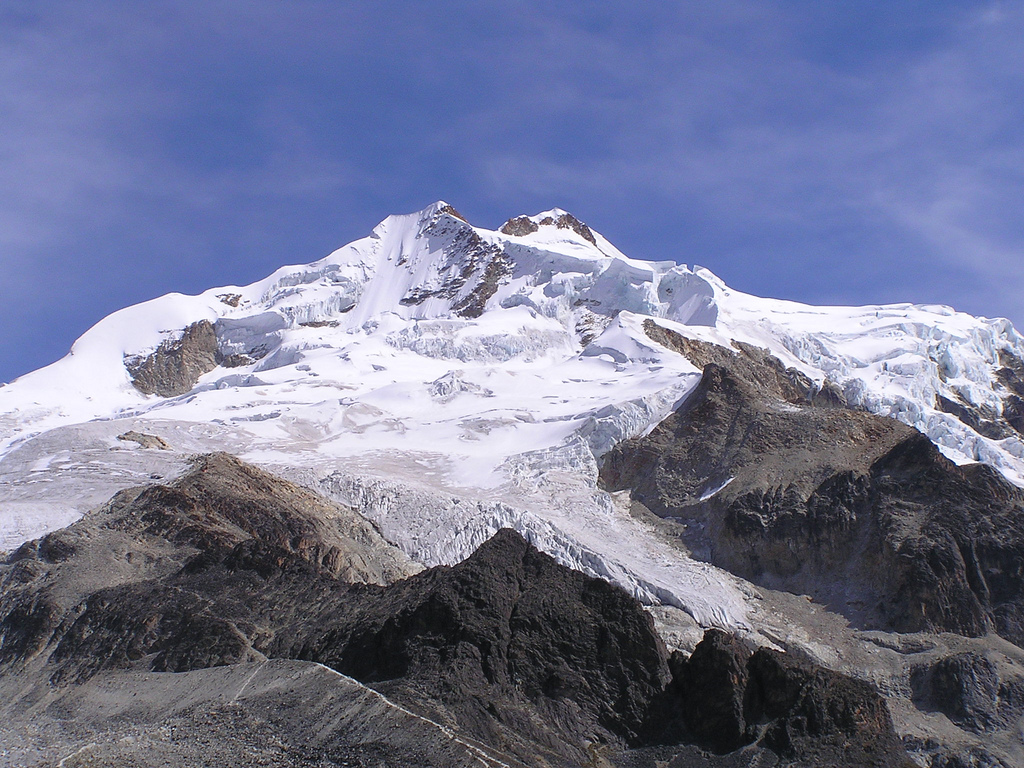
Huayna Potosí 6088 m Bolivien
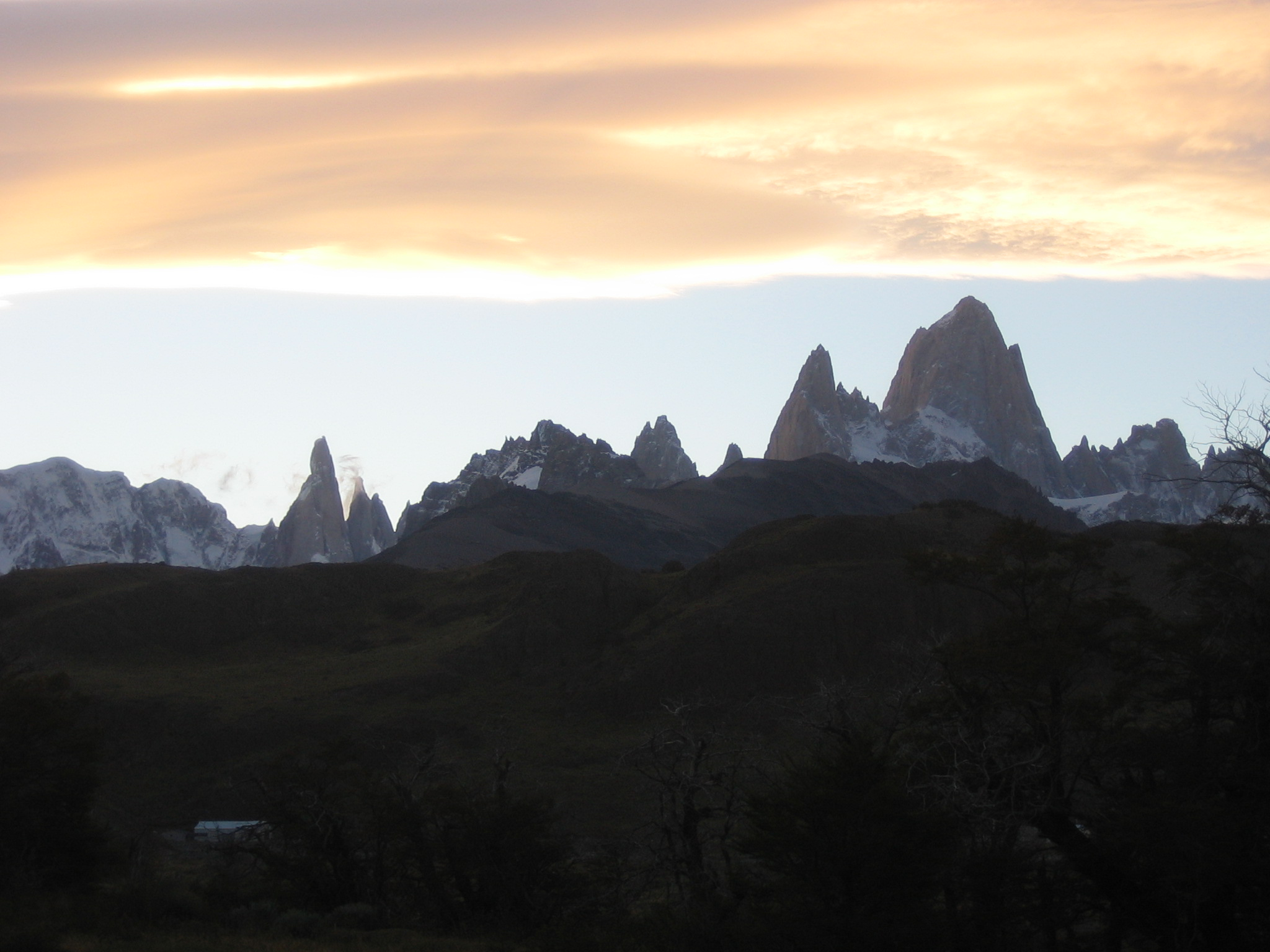
Cerro Torre 3133 m Argentinien/Chile (Felsnadel links hinten) und Fitz Roy 3375 m (rechts)

Bekannte aktive Vulkane

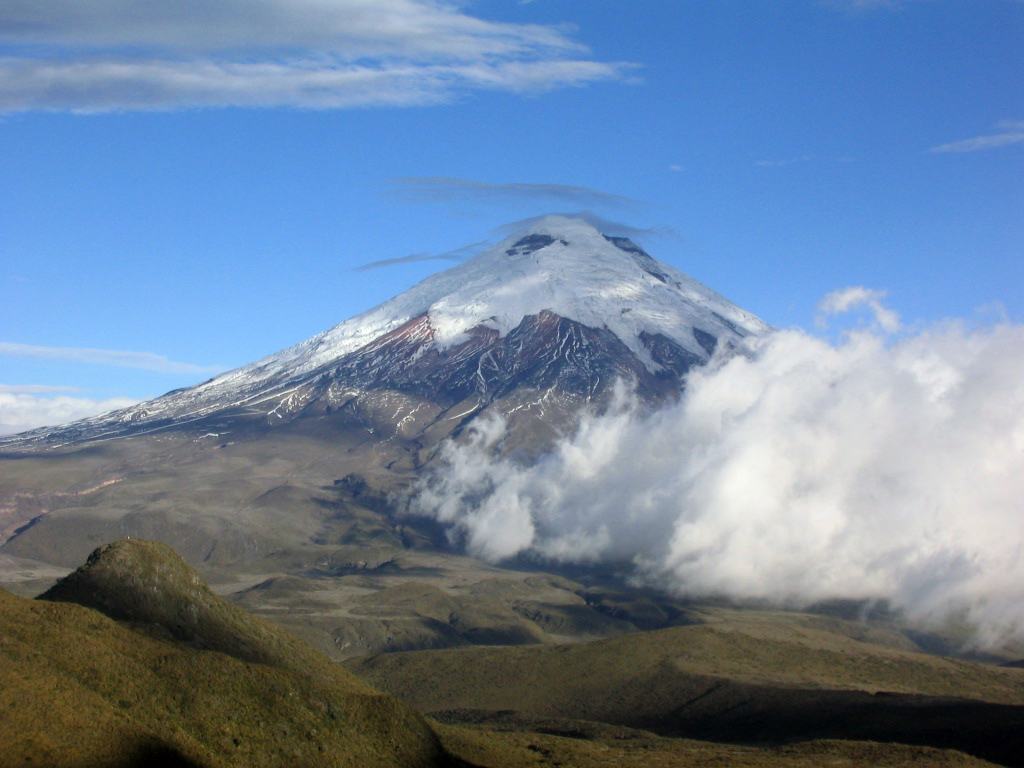
Cotopaxi 5897 m Ecuador
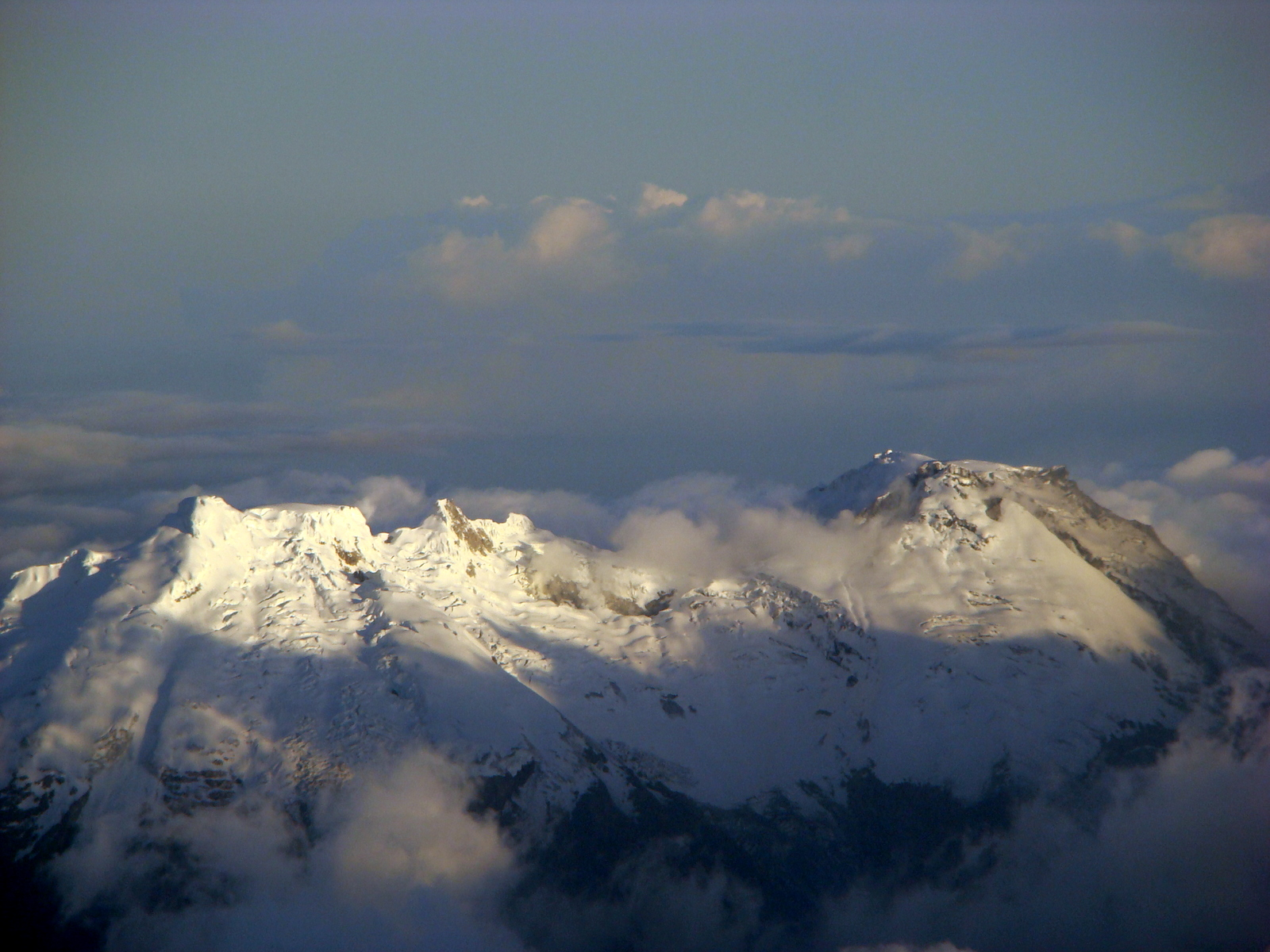
Nevado del Huila 5364 m Kolumbien
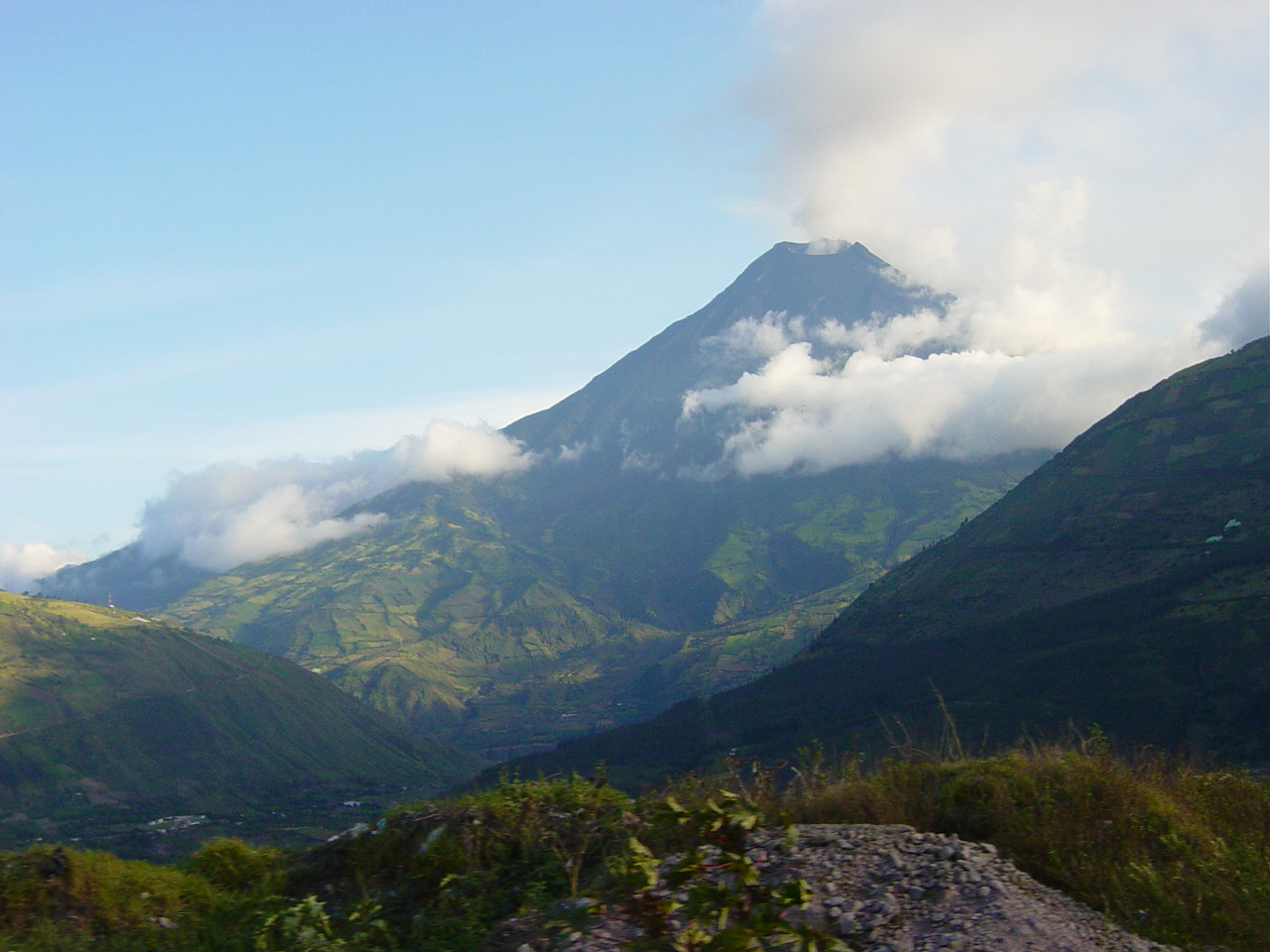
Tungurahua 5010 m Ecuador
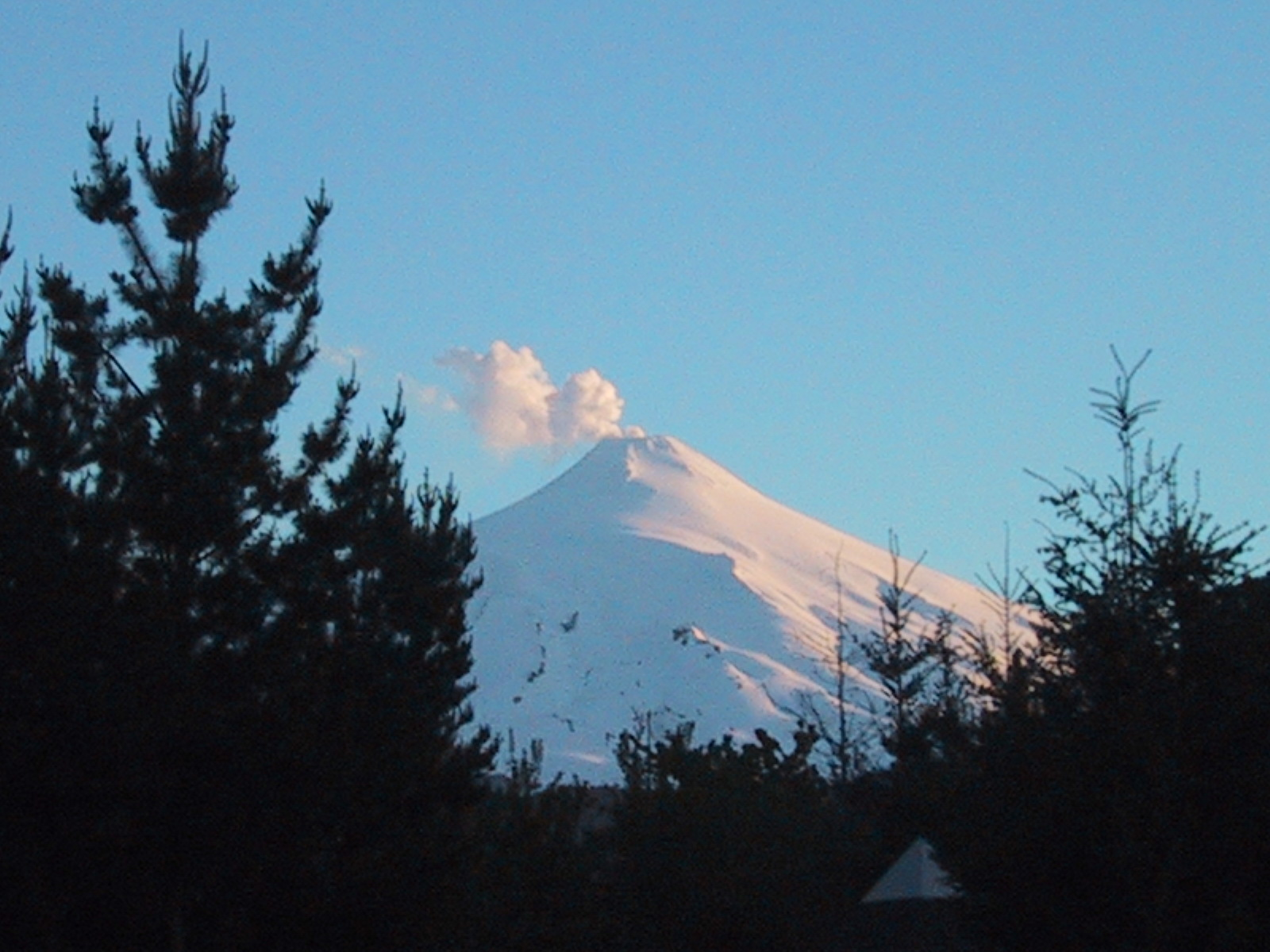
Villarrica 2840 m Chile
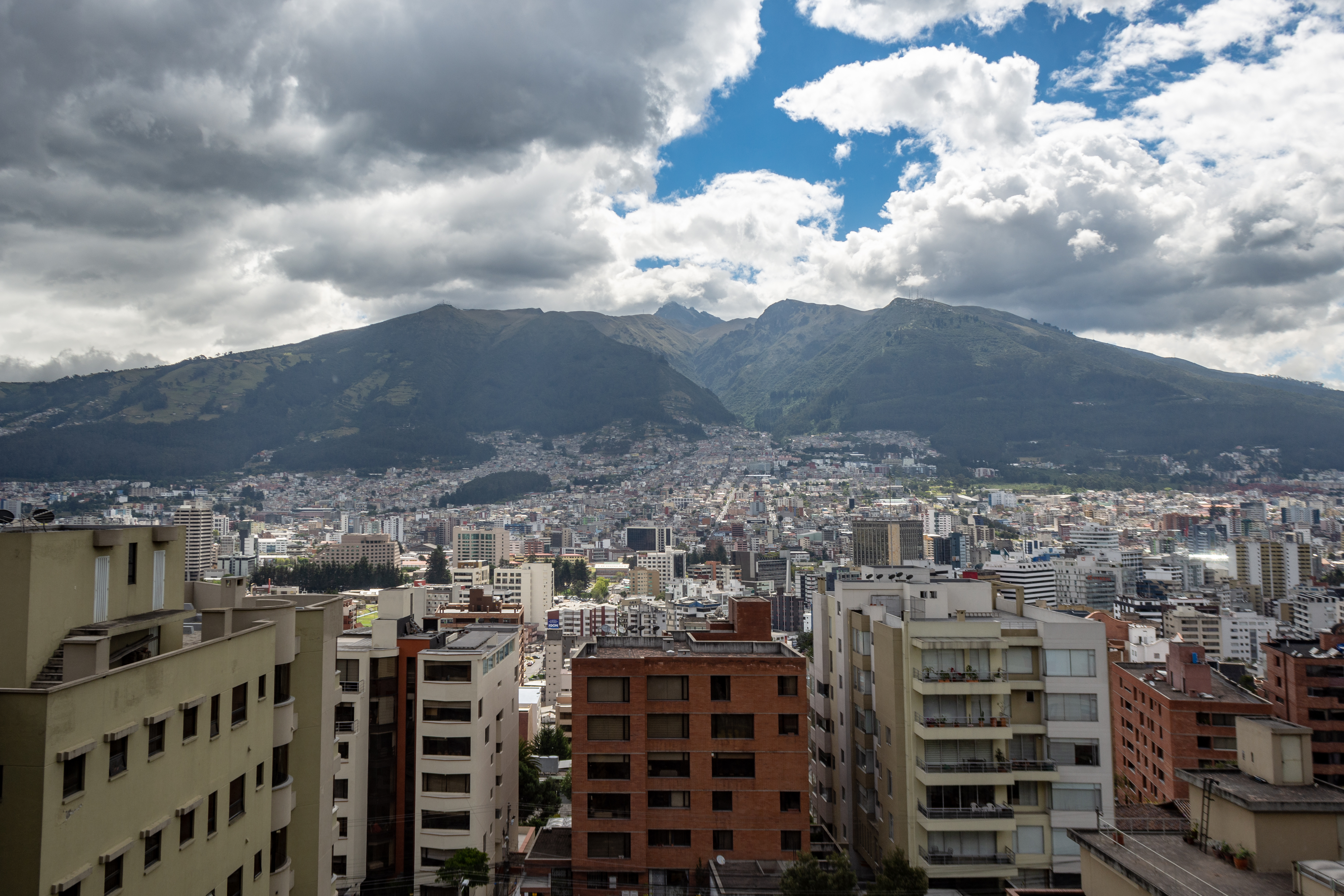
Pichichina über Quito

Weitere Vulkane der Anden
- Ojos del Salado, 6893 m (Argentinien/Chile)
- Llullaillaco, 6723 m (Argentinien/Chile)
- Pissis 6783 m (Argentinien)
- Cerro Bonete, 6759 m (Argentinien)
- Tres Cruces, 6749 m (Argentinien/Chile)
- Walther Penck – früher Cazadero, 6659 m (Argentinien)
- Incahuasi, 6638 m (Argentinien/Chile)
- Tupungato, 6800 m, 6570 m, 6500 m (Argentinien/Chile)
- Coropuna, 6426 m (Peru)
- Ubinas, 5675 m (Peru)
- Chimborazo, 6310 m (Ecuador)
- Osorno, 2652 m (Chile)
- Sierra Nevada de Lagunas Bravas, 6127 m (Chile/Argentinien)
- Lanín, 3747 m (Argentinien)
- Uturuncu, 6008 m (Bolivien)
- Licancabur, 5916 m (Bolivien/Chile)
- Ollagüe, 5870 m (Bolivien/Chile)
- Misti, 5822 m (Peru)
- Dutzende kleinere Vulkane im Tal der Vulkane (Peru)

## Höhenstufen und Vegetation

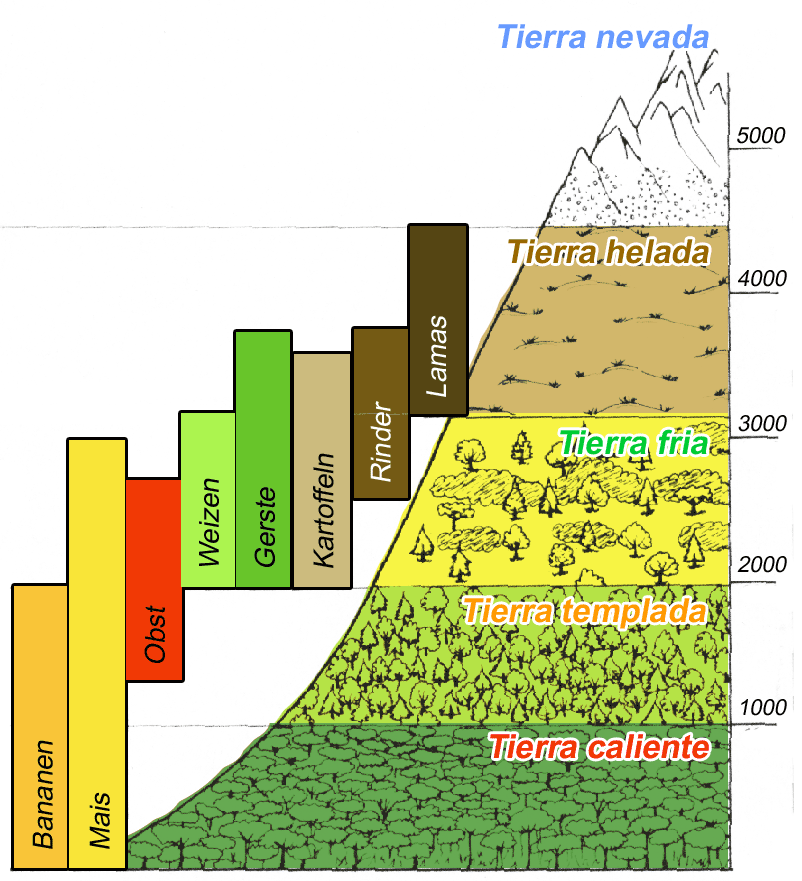
Die Höhenstufen und ihre wirtschaftliche Nutzung

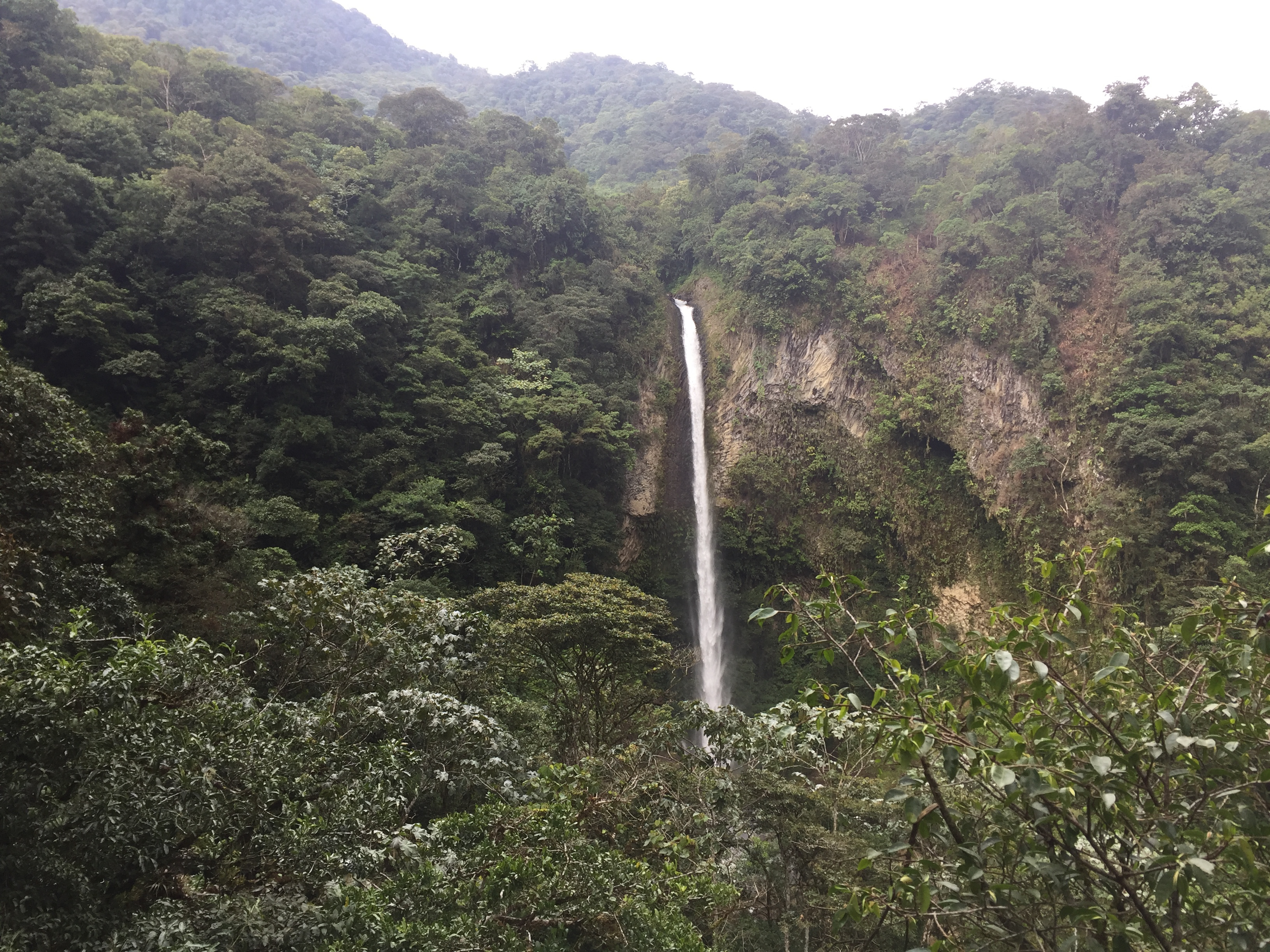
Die höchste Artenvielfalt auf der Erde herrscht an den Hängen tropischer Gebirge wie hier in den montanen Regen-, Wolken- und Nebelwäldern der Ostanden Ecuadors, die zu den fünf Megadiversitätszentren zählen

Die klassische Einteilung der tropischen Anden in Höhenstufen erfolgte durch den Kolumbianer Francisco José de Caldas, der dies auf die jeweiligen landwirtschaftlichen Nutzungsmöglichkeiten der Anden bezog. Erst Alexander von Humboldt und Aimé Bonpland verwendeten diese Einteilung in fünf Stufen für eine botanische Betrachtung.
1. Die niedrigste Stufe ist die Tierra Caliente („heißes Land“). Hier herrscht tropischer Tieflandregenwald vor. Aufgrund der klimatischen Gegebenheiten ist dieser Teil der Anden nur dünn besiedelt. Typische landwirtschaftliche Produkte sind Kakao, Bananen und Zuckerrohr.
2. Im Bereich von 1000 m bis 2000 m über dem Meeresspiegel liegt die Tierra Templada („gemäßigtes Land“) die von tropischem Bergregenwald geprägt ist. Hier können Kaffee, Tabak und Mais geerntet werden.
3. Der Hauptsiedlungsraum der Anden liegt in der Tierra Fria („kühles Land“) auf 2000 m bis 3500 m Höhe. Neben dem Anbau von Weizen, Kartoffeln und Gerste können hier auch Rinder gehalten werden. Die natürliche Vegetationsform ist der tropische Wolken- und Nebelwald.
4. Die Baumgrenze kennzeichnet den Übergang zur Tierra Helada („kaltes Land“). Dieses Gebiet wird als Weideland für Schafe und Lamas genutzt. Es ist die Vegetationszone des Páramo.
5. Die Schneegrenze liegt bei 4800 Metern, der Beginn der Tierra Nevada („Schneeland“) schon bei 4500 Metern.

Aufgrund der geringen Distanzen zwischen Tief- und Hochland sowie des seit Jahrmillionen mehr oder weniger beständigen feuchten Tropenklimas in großen Refugialräumen, findet sich an den Osthängen der tropischen Anden eine extrem hohe biologische Vielfalt.
Höhenstufen nach Vidal
Der peruanische Geograph Javier Pulgar Vidal teilt in seinem Hauptwerk Die acht natürlichen Regionen Perus den Andenraum Perus (von der Küste bis Amazonien) in acht Höhenstufen auf:
1. Chala (West, Costa, Pazifikküste) 0–500 m
2. Omagua (Amazonía, Tropischen Regenwald) 80–400 m
3. Rupa-Rupa (Selva alta) 400–1000 m
4. Yunga (Tropischer Nebelwald)
  1. Loma-Formation (West) 450–600 m[18]
  2. Fluvial Yunga (Ost) 1000–2300 m
5. Quechua (Ost, Hochtäler, entspricht in etwa ein gemäßigtes Klima) 2300–3500 m
6. Suni (auch Jalca oder Sallqa, Hochebenen) 3500–4100 m
7. Puna 4100–4800 m
8. Janca > 4800 m

## Fauna

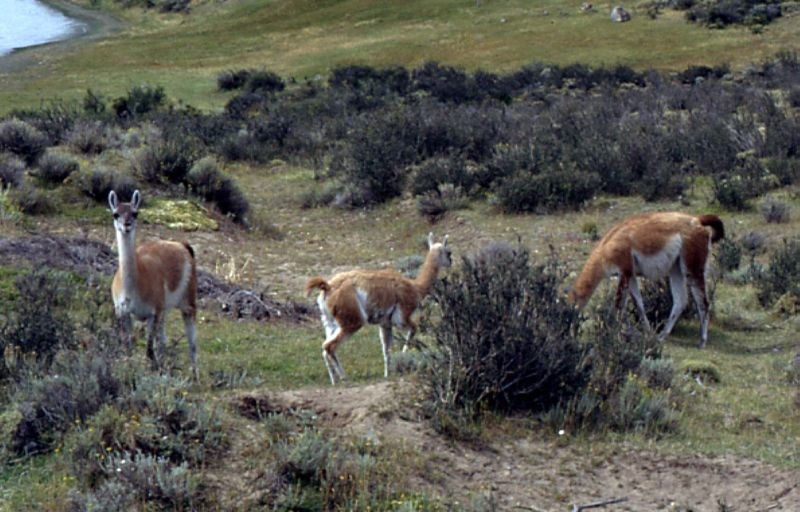
Guanakos (Lama guanacoe)

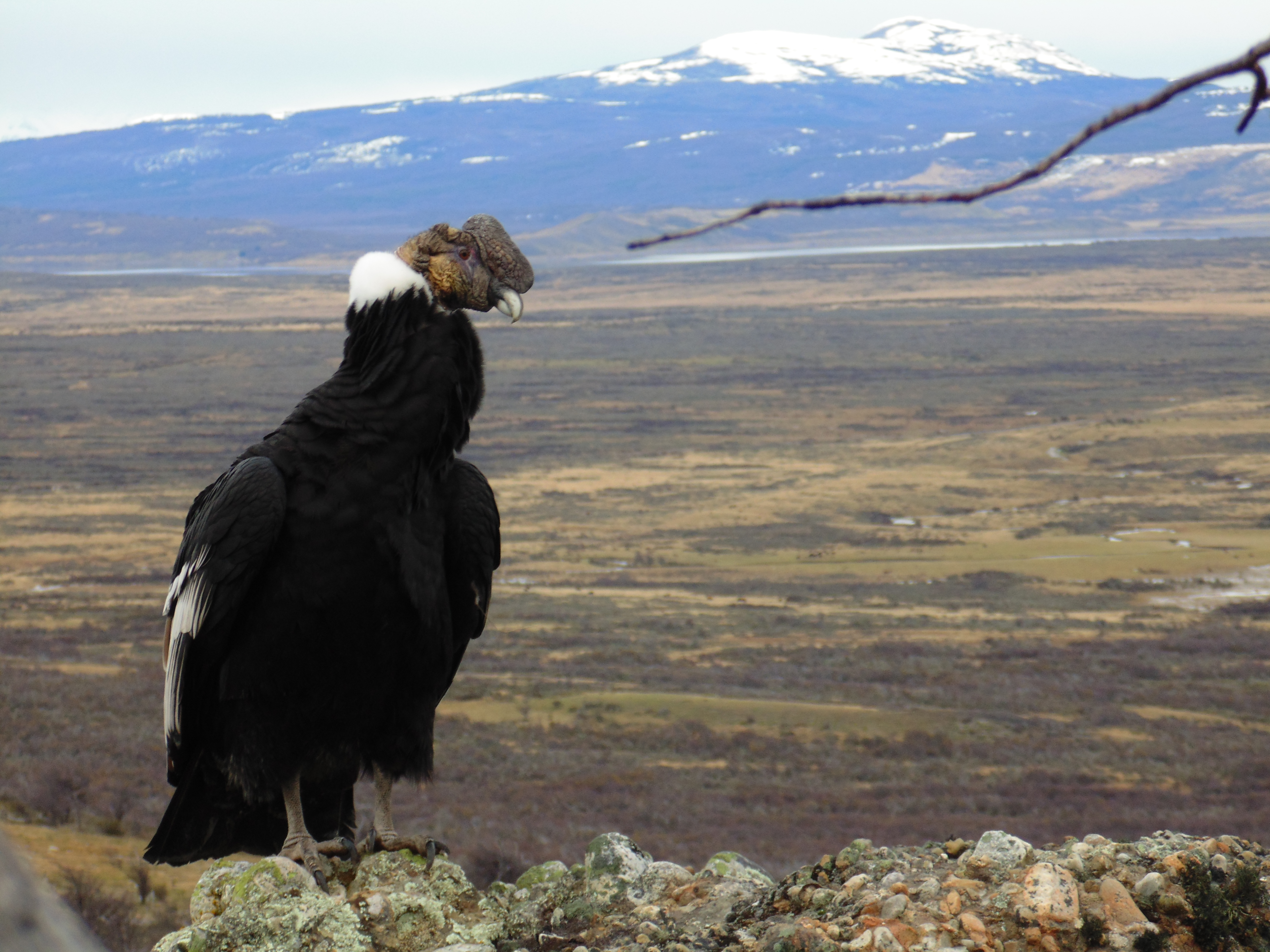
Andenkondor (Vultur gryphus)

In den Hochebenen der Anden sind vier kamelartige Tierarten beheimatet. Seit Jahrtausenden hält die Bevölkerung Lamas und Alpakas als Haustiere, denn Genügsamkeit, Ausdauer und Eignung für Höhen über 4000 Metern machte sie schon in der Inka-Zeit zu wichtigen Nutztieren. Sie wurden aus den wilden Stammformen der Guanakos und Vikunjas gezüchtet, die nach wie vor in freier Wildbahn vorkommen. Guanakos leben in kleinen Herden bis zu 25 Tieren. Das Vikunja ist mit einer Schulterhöhe von einem Meter das kleinste der Andenkamele. Aufgrund seines feinen Fells wurde das Vikunja fast ausgerottet und nur strenge Schutzbestimmungen konnten es in den Hochanden erhalten.
Weitere typische Säugetiere der Anden sind der Brillenbär, der in den Nebelwäldern der tropischen Anden lebt, der Andenschakal, der in fünf Unterarten von Venezuela bis Feuerland vorkommt; zwei Andenhirsch-Arten, die etwas größer als ein Reh werden; sowie mit den beiden Pudu-Arten die kleinsten Hirsche der Welt, die kaum größer als Hasen sind.
Insbesondere in den Wolken- und Nebelwäldern leben zahlreiche, zum Teil endemische Vogelarten. Einer der auffälligsten ist der Andenklippenvogel, der in den Anden von Venezuela bis Bolivien vorkommt. Der bekannteste Greifvogel der Anden ist der Andenkondor, ein Neuweltgeier, der mit einer Flügelspannweite von bis zu über drei Metern zu den größten flugfähigen Vögeln der Welt gehört.

## Bevölkerung und Kulturen

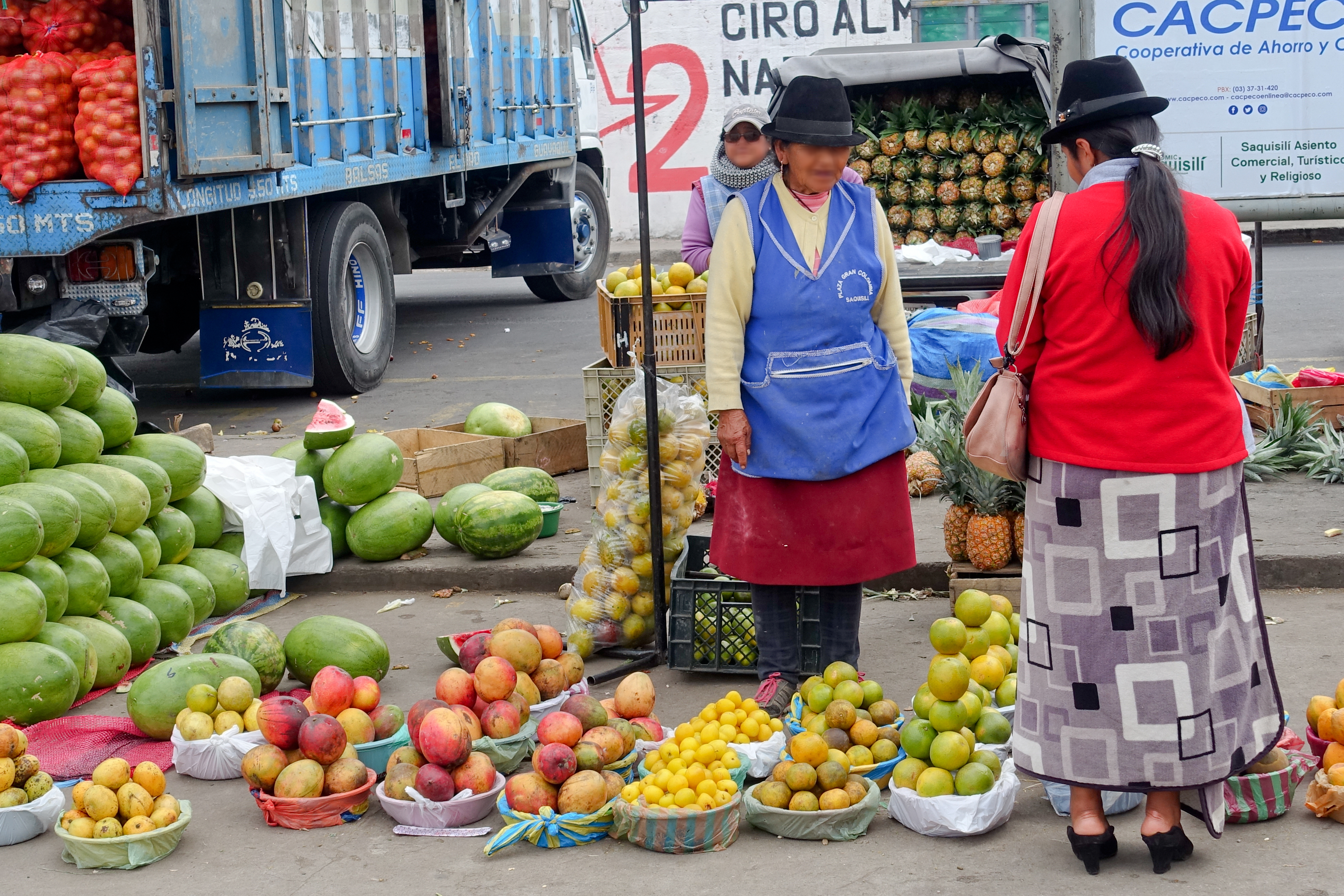
Seit Jahrhunderten Bewohner der zentralen Anden: Indigene Quechua (Frauen auf dem Markt von Saquisilí bei Latacunga, Ecuador)

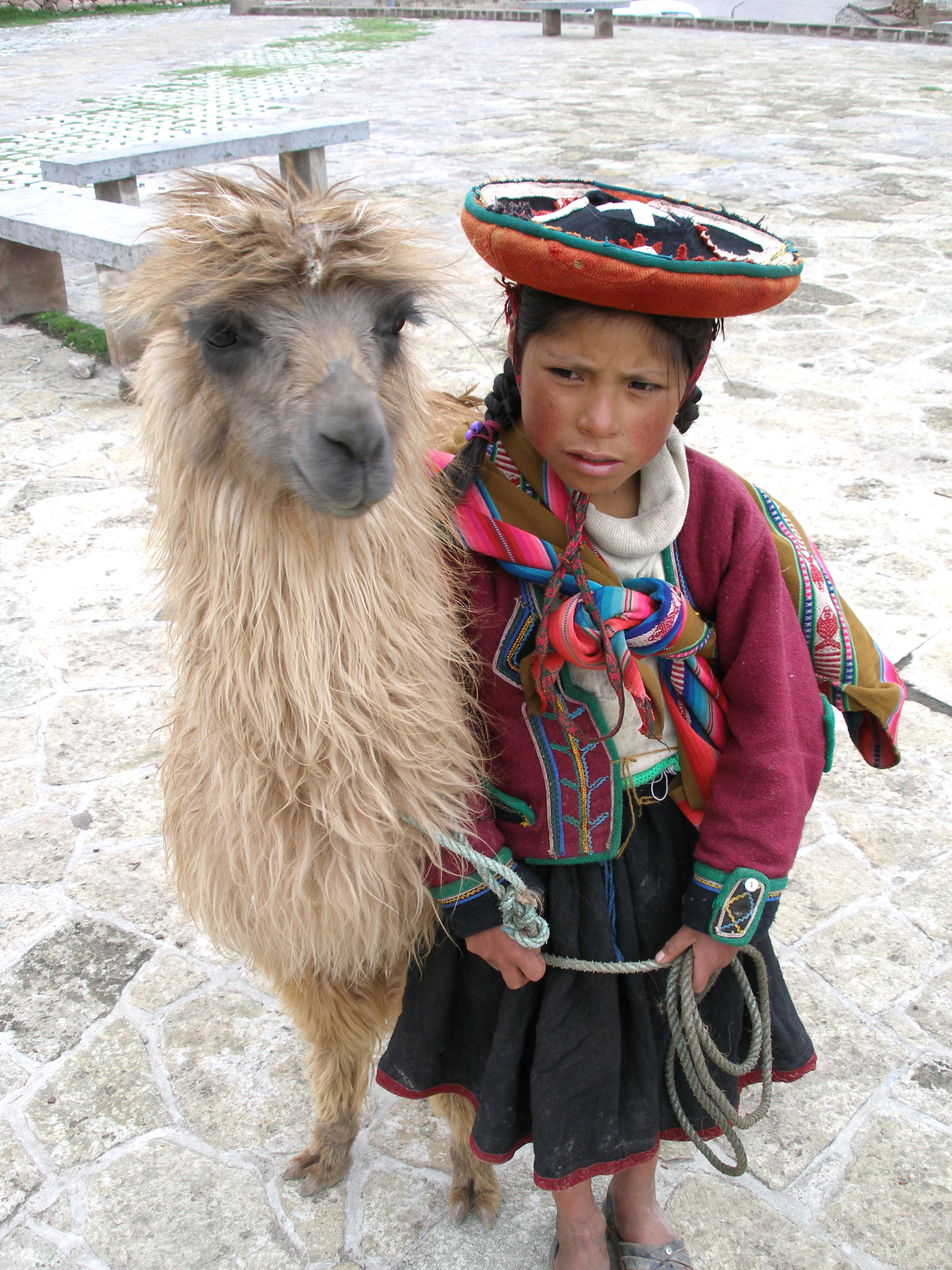
Quechua-Mädchen mit Lama

Der zentrale Andenraum ist einer der Entstehungsräume der sesshaften bäuerlichen Lebensform und der frühen Hochkulturen der Menschheit. Etliche Nahrungspflanzen wurden hier bereits in der Jungsteinzeit kultiviert. Die Kartoffel etwa wurde bereits zwischen 8000 und 5000 v. Chr. domestiziert. Die sogenannte Initialphase (2500–2000 v. Chr.) leitete im Raum zwischen der Küste und den Anden Perus die Anden-Hochkulturen ein. Die älteste Stadt / Kultur wird Caral genannt; die letzte Hochkultur waren die Inka. Ihre beeindruckendste und populärste Hinterlassenschaft ist die auf 2430 Meter Höhe liegende Stadt Machu Picchu oberhalb des Urubambatales in der peruanischen Region Cusco. Die benachbarten indigenen Kulturen des Anden-Ostrandes und der karibischen Region wurden mehr oder weniger stark von den Hochkulturen beeinflusst.
Auch die europäische Expansion nach Südamerika begann mit der spanischen Conquista im Andenraum. Sowohl die Jahrtausende der eigenen kulturellen Entwicklung als auch die Umwälzungen der Eroberung durch die Spanier einschließlich der massiven Bekehrungsversuche durch der Vertreter des Christentums haben die Bewohner der zentralen Anden (vor allem Quechua und Aymara) nachhaltig geprägt.
Typisch sind die Bewässerungsterrassen, Lama-Zucht, die Verehrung der Pachamama genannten Mutter Erde und die farbenfrohen Trachten, die aus einer Synthese indigener und spanischer Einflüsse entstanden sind. Weltbekannt ist die andine Musik, wie sie etwa Straßenmusikanten aus Peru oder Ecuador in vielen europäischen Städten präsentieren.
Die südlichen Anden standen nur im Norden unter dem Einfluss der andinen Hochkulturen. Dort entstand das Reich der Mapuche-Stämme, das sich durch die Nutzung des Pferdes sehr schnell bis zur Ostküste Argentiniens ausdehnen konnte und die Reiterkulturen Patagoniens mit zahlreichen verbündeten Völkern begründete. Die Mapuche widersetzten sich der spanischen Kolonisation über 300 Jahre lang erfolgreich. Ihr Staat (der zum Teil nach spanischem Vorbild strukturiert war), hatte bis 1883 Bestand. Heute ist der Anteil indigener Bevölkerungsgruppen in den Anden Chiles und Argentiniens weitaus geringer als in den nördlicheren Andenländern und ihr kulturelles Erbe ist kaum noch erkennbar.

## Wirtschaft

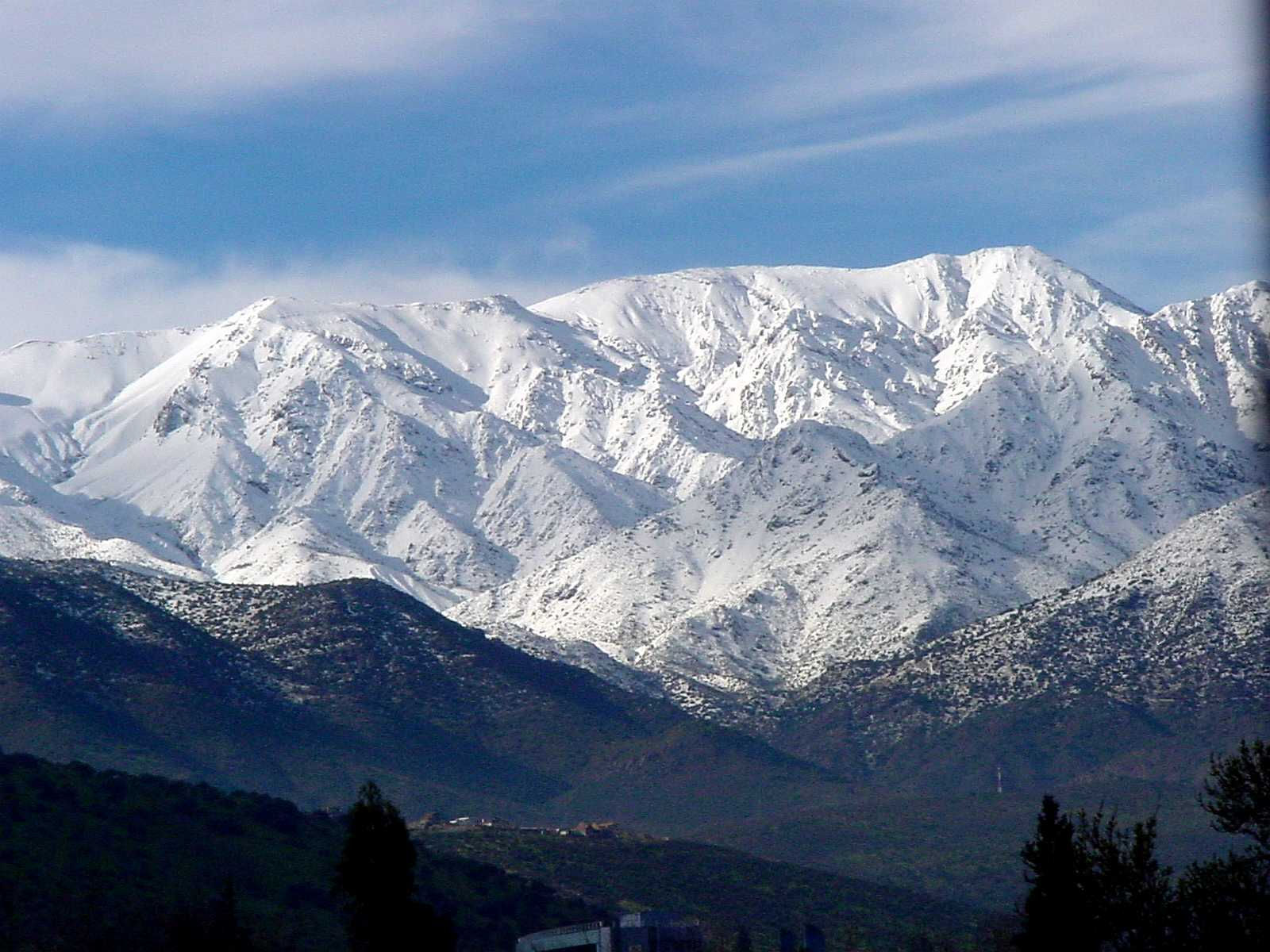
Südliche Anden bei Santiago de Chile

Die Anden beherbergen einige der ehemals weltgrößten Silberminen (Cerro de Pasco, Potosí) und die weltgrößte Kupfermine in Calama. Große Lagerstätten von Schwefel und Salpeter können in Bolivien und Nord-Chile abgebaut werden. Das führte Ende des 19. Jahrhunderts im Salpeterkrieg zu Gebietsstreitigkeiten beider Länder. Daneben gibt es viele andere Minerale und wertvolle Metalle, deren Abbau besonders für die ärmeren zentralandinen Länder von großer ökonomischer Bedeutung ist. Als Beispiel sei in diesem Zusammenhang die weltgrößte Lithium-Lagerstätte im Uyuni-Salzsee in Bolivien genannt, die Bleiförderung Perus oder die Zinnförderung Boliviens und Perus.
Die Länder der Zentralanden beherbergen weltweit die größte genetische Vielfalt an unterschiedlichen Nahrungsmittelpflanzen.
Die vorkolumbanische Landwirtschaft basierte auf:
1. Limabohne, Arracacia xanthorrhiza, Smallanthus sonchifolius, Canna edulis, Mirabilis expansa und Pachyrhizus ahipa (1000–2500 m)
2. Kartoffeln, Oxalis tuberosa, Ullucus tuberosus, Tropaeolum tuberosum (2500–4000 m)
3. Lepidium meyenii (> 4000 m)

Auf den trockenen Hochlandsteppen konnte sich eine extensive Fernweidewirtschaft mit Alpakas etablieren. Sie ist der Transhumanz aus der alten Welt sehr ähnlich.